# Шикли

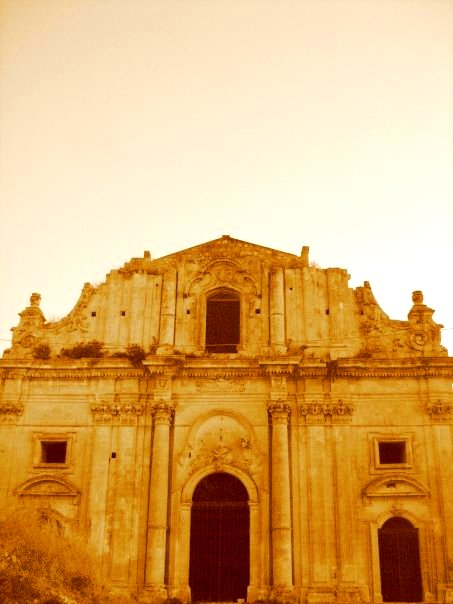
Храм святого апостола и евангелиста Матфея

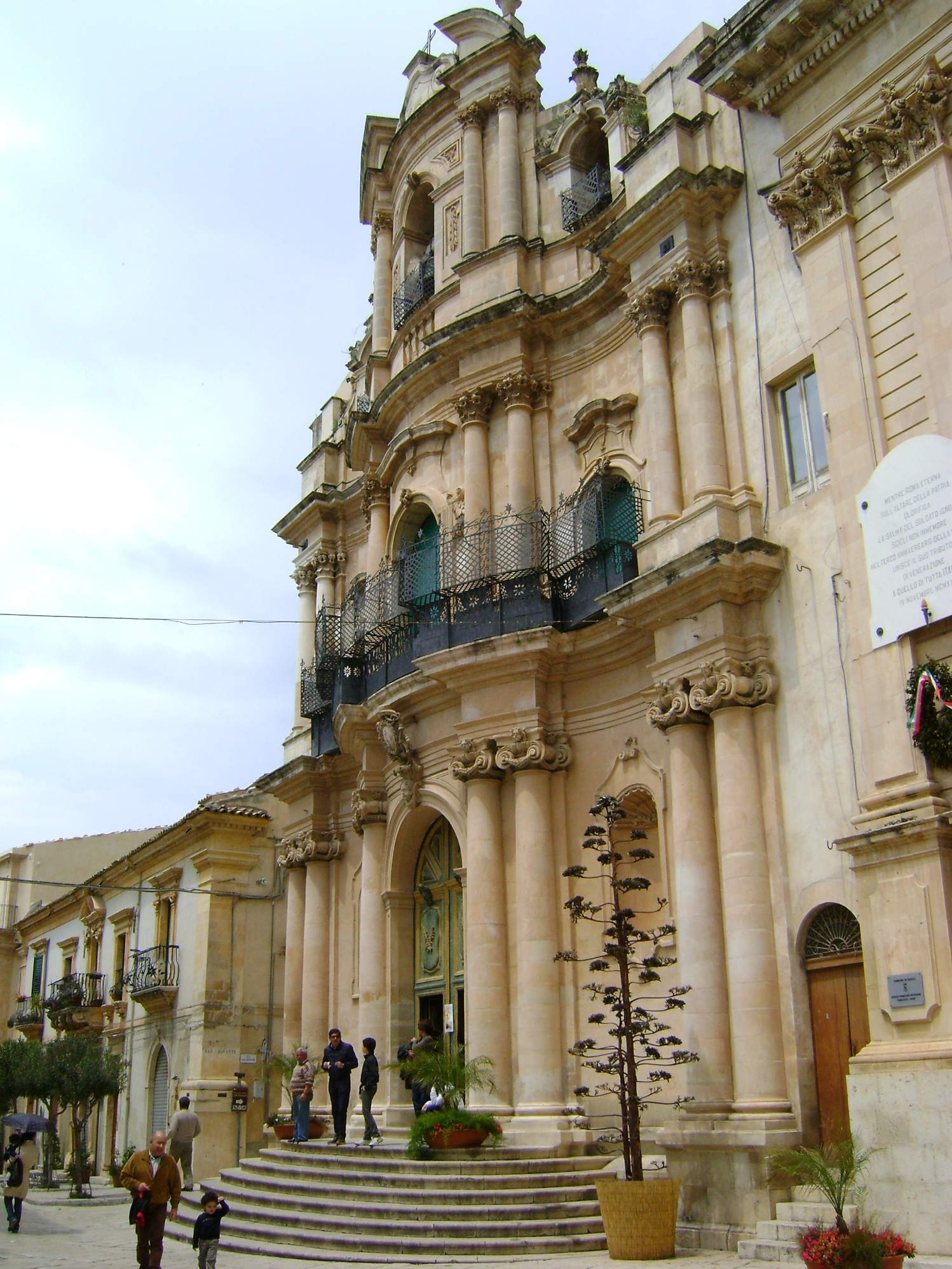
Храм святого апостола и евангелиста Иоанна Богослова

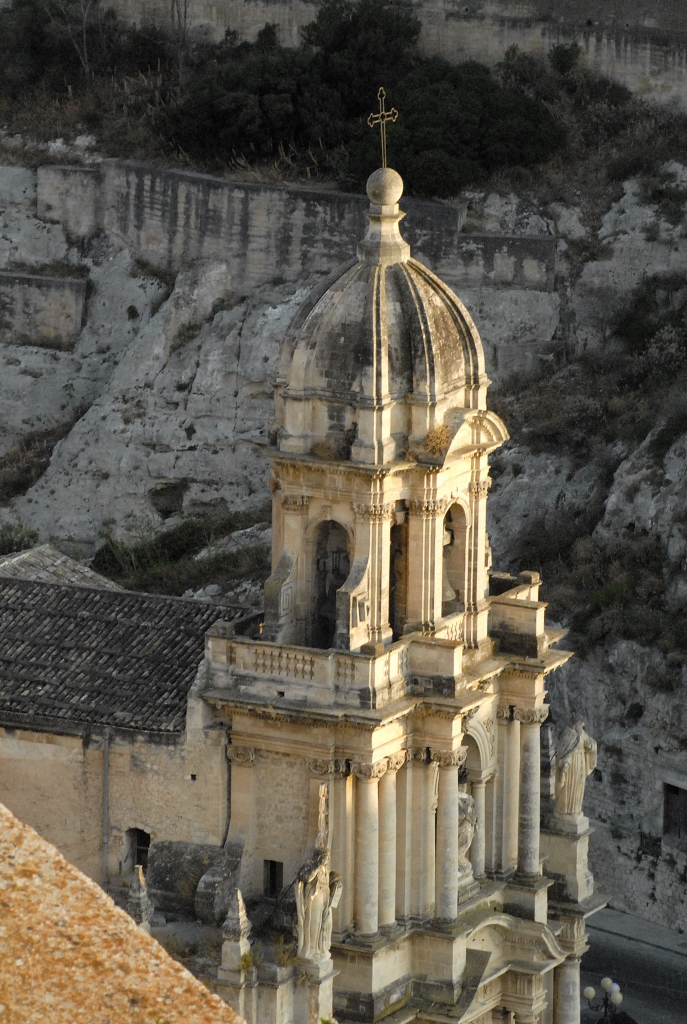
Храм святого апостола Варфоломея

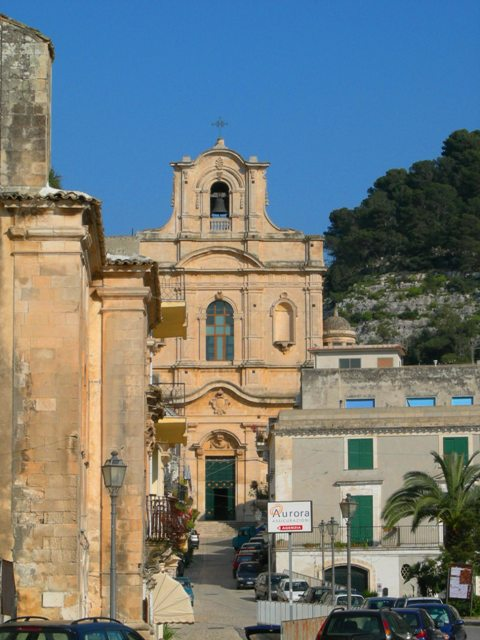
Храм Божией Матери "Новый"

Шикли (итал. Scicli) — коммуна в Италии, располагается в регионе Сицилия, подчиняется административному центру Рагуза.
Население составляет 25 832 человека (на 2004 г.), плотность населения составляет 187 чел./км². Занимает площадь 137,57 км². Почтовый индекс — 97018. Телефонный код — 0932.
Покровительницей коммуны почитается Пресвятая Богородица (Madonna delle Milizie), празднование в последнюю субботу мая.